# كنان يلدز
كنان يلدز (بالتركية: Kenan Yıldız) (مواليد 4 مايو 2005) هو لاعب كرة قدم محترف يلعب كمهاجم لنادي يوفنتوس. ولد في ألمانيا لأب تركي وأم ألمانية، ويلعب لصالح المنتخب التركي. ويعتبر على نطاق واسع أحد أفضل لاعبي كرة القدم الشباب في العالم.

## وصلات خارجية
- كنان يلدز على موقع الاتحاد الأوربي (الإنجليزية)
- كنان يلدز على موقع اتحاد تركيا (لاعب) (الإنجليزية)
- كنان يلدز على موقع قاعدة بيانات كرة القدم.إي يو (الإنجليزية)
- كنان يلدز على موقع ليكيب (الفرنسية)
- كنان يلدز على موقع ناشيونال فوتبول تيمز (الإنجليزية)
- كنان يلدز على موقع Soccerway.com (الإنجليزية)
- كنان يلدز على موقع عالم كرة القدم.نت (الإنجليزية)